# Jenny Hjohlman
Jenny Hjohlman (Viksjöfors, Ovanåker, Suecia, 13 de febrero de 1990) es una futbolista sueca. Juega como delantera y actualmente milita en el ACF Brescia de la Serie B de Italia. Ha sido internacional con la selección de Suecia.

## Trayectoria
Se formó en el Viksjöfors y el Edsbyns. Su primer equipo fue el Sundsvall. Disputó cinco temporadas en el Umeå IK; cuando las negriamarillas bajaron a la Elitettan (segunda división sueca), se mudó al KIF Örebro. En diciembre de 2017 se fue a Italia, firmando un contrato con el Florentia San Gimignano de la Serie B (segunda división italiana). En verano de 2019 fichó por otro club de Toscana, el Empoli Ladies de la Serie A. En julio de 2020 fue contratada por el Napoli, que también compite en la Serie A. En julio de 2021 fichó por el Brescia de la Serie B.

## Selección nacional
Disputó varios partidos en las categorías inferiores de la selección sueca (Sub-16, Sub-18, Sub-19 y Sub-23). En 2013, fue convocada por primera vez a la selección mayor por Pia Sundhage, debutando el 4 de julio en un amistoso contra Inglaterra (4 a 1 para las suecas). Participó en la Eurocopa 2013, organizada en su país, disputando un solo partido ante Finlandia (que terminó con un contundente 5 a 0 en favor de Suecia).

### Participaciones en Eurocopas
| Eurocopa               | Sede   | Resultado    |
| ---------------------- | ------ | ------------ |
| Eurocopa Femenina 2013 | Suecia | Tercer lugar |

## Clubes

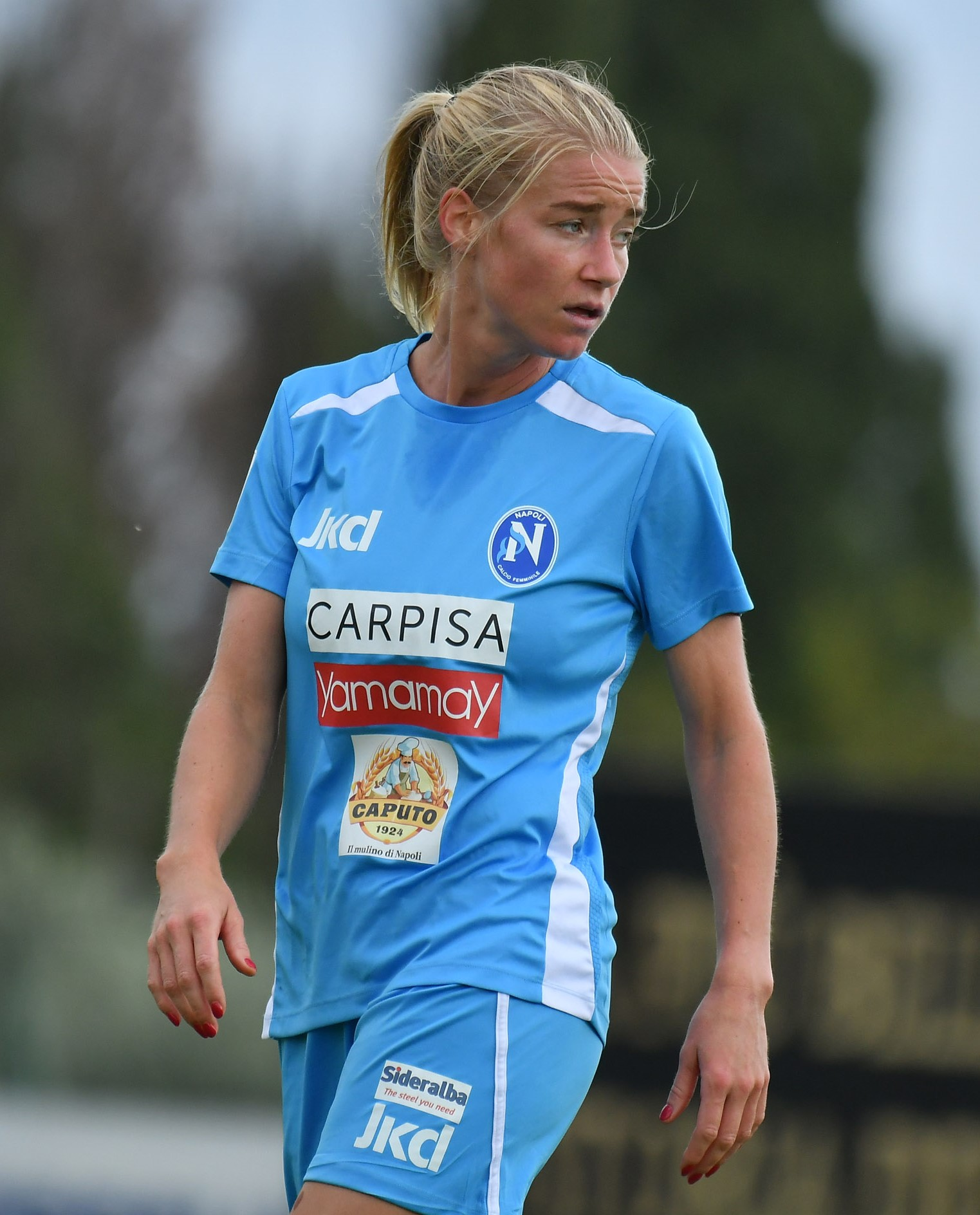
Hjohlman con el Napoli Femminile en 2020.

| Club                    | País   | Año         |
| ----------------------- | ------ | ----------- |
| Sundsvall DFF           | Suecia | 2007 - 2011 |
| Umeå IK                 | Suecia | 2012 - 2016 |
| KIF Örebro              | Suecia | 2017        |
| Florentia San Gimignano | Italia | 2017 - 2019 |
| Empoli Ladies           | Italia | 2019 - 2020 |
| Napoli Femminile        | Italia | 2020 - 2021 |
| ACF Brescia             | Italia | 2021 - Act. |

## Palmarés

### Campeonatos nacionales
| Título  | Club                    | País   | Año         |
| ------- | ----------------------- | ------ | ----------- |
| Serie B | Florentia San Gimignano | Italia | 2017 - 2018 |